# Сбежавшая любовь
«Сбежавшая любовь» (Ускользающая любовь, фр. L'amour en fuite) — художественный фильм режиссёра Франсуа Трюффо, один из фильмов про Антуана Дуанеля.
Фильм входит в цикл фильмов, объединенных одним героем, Антуаном Дуанелем. Цикл начинается полуавтобиографическим фильмом «Четыреста ударов» (Les Quatre cents coups) и продолжается в таких фильмах, как «Антуан и Колетт» (Antoine et Colette, новелла в фильме «Любовь в 20 лет», 1962), «Украденные поцелуи» (Baisers volés, 1968, c Жан-Пьером Лео, Клод Жад), «Семейный очаг» (Domicile conjugale, 1970, Жан-Пьер Лео, Клод Жад), «Сбежавшая любовь» (L’amoure en fuite, 1979, c Жан-Пьером Лео, Клод Жад).
Пятый фильм о жизненных и любовных терзаниях Антуана Дуанеля (Жан-Пьер Лео). К этому фильму он уже успел развестись с Кристин (Клод Жад) и завести новую пассию Сабин (Дороти), с которой у него такие же серьезные проблемы во взаимопонимании.

## В ролях
- Жан-Пьер Лео — Антуан Дуанель
- Клод Жад — Кристин Дуанель
- Мари-Франс Пизье — Колетт Тацци
- Дороти — Сабин Барнериас
- Дани — Лилиан
- Даниэль Месгиш — Ксавьер Барнериас
- Жюльен Берто — месье Люсьен
- Жан-Пьер Дюко — адвокат Кристин
- Мари Анриo — судья
- Рози Варт — мать Колетт
- Пьер Диос — Ренар
- Жюльен Дюбуа — Альфонс Дуанель
- Ален Оливье — судья в Экс
- Моник Дьюри — мадам Ида

## Съёмочная группа
- Режиссёр: Франсуа Трюффо
- Сценарий: Франсуа Трюффо, Мари-Франс Пизье, Жан Орель, Сюзанн Шиффман
- Оператор: Нестор Альмендрос
- Художник: Жан-Пьер Кою-Свелко
- Композитор: Жорж Делерю
- Монтаж: Мартен Барак

Флэшбек с Лилиан — единственный, снятый для этой ленты, а не заимствованный из других фильмов о Дуанеле. Дани играет любовницу Антуана по имени Лилиан. Она же играла любовницу Альфонса (также сыгранного Лео) в Американской ночи (1973), и ее героиню также звали Лилиан. Более того, объяснение Лилиан с Кристиной Дуанель (Клод Жад), почему она разорвала отношения с Антуаном, идентично объяснению Лилиан с героиней Жаклин Биссе в Американской ночи, почему она порвала с Альфонсом. Все флэшбеки в фильме взяты из четырех предыдущих лент Трюффо об Антуане Дуанеле.